# 3614 Jackson Highway
«3614 Jackson Highway» — шостий студійний альбом американської співачки і акторки Шер, випущений 20 червня 1969 року лейблом «Atco Records». Альбом став комерційно провальним, досягнувши лише 160 позиції в чарті «Billboard 200», хоча він був схвально зустрінутий і отримав позитивні відгуки музичних критиків. Назва альбому пов'язана зі студією, у якій його записалі — «Muscle Shoals Sound Studio». Альбом повністю складався з кавер-версій.

## Про альбом
Альбом «3614 Jackson Highway», випущений влітку 1969 року, став першим і останньою платівкою Шер, випущеною на лейблі «Atco Records», продюсерами альбому стали — Джеррі Векслер, Том Дауд і Аріф Мардін. На обкладинці альбому представили всіх музикантів, які працювали над платівкою. У першому ряді, зліва направо: гітарист Едді Хінтон, басист Девід Худ, Сонні Боно, Шер, продюсер Джеррі Векслер, бек-вокаліст Джинні Грін, бек-вокалістка Дона Джин Годшо і продюсер Том Дауд; ззаду, зліва направо: гітарист Джиммі Джонсон, продюсер Аріф Мардін, барабанщик Роджер Ховкінс і клавішник Баррі Бекетт. Не зображені на обкладинці бек-вокалістки Мері Холідей і Сью Пілкінгтон.
Альбом, безумовно, став найсміливішим проектом Шер 1960-х років, вона записала для того, щоб повернути успіх після кризового періоду комерційних провалів записів співачки і дуету «Sonny & Cher» 1968—1970 років. Розвиток міжнародної поп-культури не стояв на місці, а ось творчість дуету «Sonny & Cher» залишалася в своєму фірмовому стилі. Поп-музика набула більш «жорсткого» відтінку, відмічений антивоєнними піснями, що виступали проти війни у В'єтнамі. Тому, музика «Sonny & Cher» просто не вписувалася в музичну моду, внаслідок чого їх записи погано продавалися. Протягом декількох місяців вони виступали в нічних клубах зі своєю програмою, однак реакція публіки була менш, ніж позитивна.
Незважаючи на те, що публіка цим альбомом не зацікавилася, реакція критиків була дуже позитивною. Вони назвали цей альбом кращим у кар'єрі Шер, відзначаючи силу голосу Шер і його багатосторонність. Також вони відзначили сучасні аранжування, які надали диску рок-напрямок, поряд з успішними інтерпретаціями Шер пісень інших артистів. Назвою альбому — стала адреса студії, на якій він був записаний — «Muscle Shoals Sound Studio» (Шеффілд, штат Алабама).
У 1968 і 1969 роках Шер записала кілька нових пісень, які повинні були потрапити до нового альбому Шер 1970 року. Однак, з невідомих причин реліз скасували, незважаючи на те, що три з цих пісень вийшли як сингли. Пісні залишалися невиданими до 2001 року, коли «Rhino Records» випустили обмежене видання (4500 копій) альбому з 10 новими піснями.
Під час сесій 1969 року були також записані пісні: 23 квітня «Wedding Bell Blues» — кавер-версія пісні Лори Ніро, 25 квітня «Always David» — кавер-версія пісні Едді Хінтона, а також «Do not Leave Me This Way» і «Honey Lamb». На сьогодні ці пісні вважаються втраченими.

## Сингли
Загалом, альбом дав шість синглів. Перший сингл — єдиний, що мав невеликий успіх, — «For What It's Worth», посів 88 позицію в канадському чарті, до він «Billboard Hot 100» не потрапив, проте увійшов до «Bubbling Under Hot 100 Singles», де посів 25 позицію (еквівалентно 125 позиції в «Billboard Hot 100»). Далі вийшли «I Walk on Guilded Splinters», "Lay Bady Lay і «(Just Enough to Keep Me) Hangin 'On». З невипущеного альбому 1970 року випускалися «The First Time» і «Superstar», остання планувалася до включення у «3614 Jackson Highway».

## Список композицій
| Перша сторона | Перша сторона                           | Перша сторона             | Перша сторона |
| #             | Назва                                   | Автор                     | Тривалість    |
| ------------- | --------------------------------------- | ------------------------- | ------------- |
| 1.            | «For What It's Worth»                   | Стівен Стіллс             | 2:22          |
| 2.            | «(Just Enough to Keep Me) Hangin' On»   | Бадді Міз Іра Аллен       | 3:18          |
| 3.            | «(Sittin' On) The Dock of the Bay»      | Стів Кроппер Отіс Реддінг | 2:41          |
| 4.            | «Tonight I'll Be Staying Here With You» | Боб Ділан                 | 3:08          |
| 5.            | «I Threw It All Away»                   | Ділан                     | 2:49          |
| 6.            | «I Walk on Guilded Splinters»           | Доктор Джон               | 2:32          |

| Друга сторона | Друга сторона                  | Друга сторона                  | Друга сторона |
| #             | Назва                          | Автор                          | Тривалість    |
| ------------- | ------------------------------ | ------------------------------ | ------------- |
| 1.            | «Lay, Baby, Lay»               | Боб Ділан                      | 3:36          |
| 2.            | «Please Don't Tell Me»         | Керролл В. Квіллен Грейді Сміт | 3:36          |
| 3.            | «Cry Like a Baby»              | Спунер Олдмен Ден Пенн         | 2:46          |
| 4.            | «Do Right Woman, Do Right Man» | Чіпс Момен Пенн                | 2:46          |
| 5.            | «Save the Children»            | Едді Хінтон                    | 2:54          |

| 2001 CD edition bonus tracks | 2001 CD edition bonus tracks                               | 2001 CD edition bonus tracks                             | 2001 CD edition bonus tracks |
| #                            | Назва                                                      | Автор                                                    | Тривалість                   |
| ---------------------------- | ---------------------------------------------------------- | -------------------------------------------------------- | ---------------------------- |
| 12.                          | «Easy to Be Hard»                                          | Гелт МакДермот Джеймс Радо Джером Раньї                  | 3:44                         |
| 13.                          | «I Believe»                                                | Ервін Дрейк Ірвін Грехем Джиммі Ширл Ел Стіллмен         | 3:55                         |
| 14.                          | «Danny Boy»                                                | Фредерік Везерлі                                         | 5:20                         |
| 15.                          | «Momma Look Sharp»                                         | Шерман Едвардс                                           | 3:33                         |
| 16.                          | «It Gets Me Where I Want to Go»                            | Гебріел Лапано Ленс Векелі                               | 3:10                         |
| 17.                          | «You've Made Me So Very Happy»                             | Бренда Холловей Патрік Холловей Френк Вілсон Беррі Горді | 2:43                         |
| 18.                          | «Yours Until Tomorrow»                                     | Джеррі Гоффін Керол Кінг                                 | 2:51                         |
| 19.                          | «The Thought of Loving You»                                | Девід Вайт                                               | 2:24                         |
| 20.                          | «The First Time»                                           | Сонні Боно                                               | 3:24                         |
| 21.                          | «Chastity's Song (Band of Thieves)»                        | Еліс Дж. Вайнберг                                        | 3:08                         |
| 22.                          | «Chastity's Song (Band of Thieves)» (stereo album version) | Вайнберг                                                 | 3:05                         |
| 23.                          | «Superstar»                                                | Бонні Бремлет Делані Брамлетт Леон Расселл               | 3:07                         |

## Учасники запису
- Шер — головний вокал
- Джиммі Джонсон — ритм-гітара
- Едді Хінтон — соло-гітара
- Баррі Бекетт — клавішні
- Девід Худ — бас-гітара
- Роджер Ховкінс — ударні
- Джині Грін, Донна Джин Годшо, Мері Холледей, Сью Пілкінгтон — бек-вокал

Виробництво
- Джеррі Векслер — продюсування
- Том Довд — продюсування
- Аріф Мардін — продюсування
- Стен Вінсент — продюсування
- Грег Порі — допомога в організації

Дизайн
- Стівен Пелі — фотографія
- Браян Леслі — артдиректор
- Патрік Пендінг — артдиректор

## Чарти
| Чарт (1969)                 | Позиція |
| --------------------------- | ------- |
| United States Billboard 200 | 160     |